# E-International Relations
E-International Relations (E-IR) は、イギリスの国際政治学者・スティーブン・マグリンチーによって2007年11月に設立された、国際政治学および国際関係論についてのオープンアクセスなウェブサイトである。2007年11月に設立され、2011年に非営利団体(NGO)として法人化された。

## コンテンツ
E-IR は主に国際政治を学ぶ学生や研究者を対象としており、様々な書籍や記事、エッセイや特集などをオープンアクセス(無料)で閲覧することができる(一部を除く)。
著名な寄稿者には、テッド・ロバート・ガー、ハーシュ・V・パント、チャールズ・J・ダンラップ・ジュニア、ローハン・グナラトナ、デイヴィッド・R・マープルズ(英語版)、アナンド・メノン(英語版)、バリー・ルービン(英語版)、ウィリアム・ザートマン、イマニュエル・ウォーラーステイン、ジョリオン・ホーウォース(英語版)、ジョン・レッドウッド(英語版)、ブライアン・バーダー(英語版)、アンドリュー・リンクレイター、フィリップ・イヴァノヴィッチ(英語版)、ロイ・イェリネク、スティーブン・チャン(英語版)らがいる。
また、同サイトは学生向けのエッセイ賞を主催しており、学生向けの無料教科書の出版にも取り組んでいる。

## 評価
E-IRは、イギリスの大学であるロンドン・スクール・エコノミクス内に「関連サイト」として掲載されており、著名な研究者や外交官らによって推薦されている。また、同サイトの記事は、『ウォール・ストリート・ジャーナル』のブログ、ブルッキングス研究所、スタンリー財団、および『デイリー・ビースト』などに引用されている。また、Human Security Gateway によりインデックス化されている。